# 62 (číslo)
Šedesát dva je přirozené číslo. Následuje po číslu šedesát jedna a předchází číslu šedesát tři. Řadová číslovka je šedesátý druhý nebo dvaašedesátý. Římskými číslicemi se zapisuje LXII.

## Matematika
62 je:
- deficientní číslo,
- bezčtvercové celé číslo.

## Chemie
62 je:
- atomové číslo samaria,
- nukleonové číslo třetího nejběžnějšího izotopu niklu.[1]
- Přírodní izotop s tímto neutronovým číslem mají palladium (2. nejrozšířenější), stříbro (o něco málo méně zastoupený než druhý přírodní 107Ag s neutronovým číslem 60) a kadmium (4. nejrozšířenější).

## Doprava
Římská číslice I a číslo 62 značí silnici I. třídy I/62 v Česku.

## Kosmonautika
STS-62 byla šestnáctá mise raketoplánu Columbia. Celkem se jednalo o 60. misi raketoplánu do vesmíru.

## Ostatní
- +62 je mezinárodní telefonní předvolba Indonésie

## Roky
- 62
- 62 př. n. l.
- 1962